# Adalatherium
Adalatherium (que significa "bestia loca") es un género extinto de mamífero gondwanaterio que vivió en Madagascar durante el período Cretácico, durante el Maastrichtiense . El descubrimiento del primer esqueleto de Adalatherium casi completo de la Formación Maevarano se anunció en abril de 2020.
Aunque se estima que el fósil conocido es un individuo subadulto, tenía un cráneo grande que alcanzaba una longitud de 8,4 centímetros, y la masa corporal se estima entre 1,7 y 5,2 kilogramos, solo superada por Vintana y Repenomamus. Se representa en las reconstrucciones con una estructura parecida a la de un tejón. Su esqueleto es el más completo de cualquier mamífero mesozoico del hemisferio sur. Además, la parte frontal del cráneo contiene más forámenes que cualquier otro mamífero conocido.